# Birchcliff (Alberta)
Birchcliff est un village d'été (summer village) du Comté de Lacombe, situé dans la province canadienne d'Alberta.

## Démographie
En tant que localité désignée dans le recensement de 2011, Birchcliff a une population de 112 habitants dans 42 de ses 79 logements, soit une variation de -10,4 % avec la population de 2006. Avec une superficie de 0,982 7 km2, village d'été possède une densité de population de 113,971 7 hab/km2 en 2011.
Concernant le recensement de 2006, Birchcliff abritait 38 habitants dans 19 de ses 60 logements. Avec une superficie de 0,285 2 km2, village d'été possédait une densité de population de 133,2 hab/km2 en 2006.
| 2001 | 2006 | 2011 | 2016 |
| ---- | ---- | ---- | ---- |
| 105  | 125  | 112  | 117  |